# Naftali Cwi Jehuda Berlin

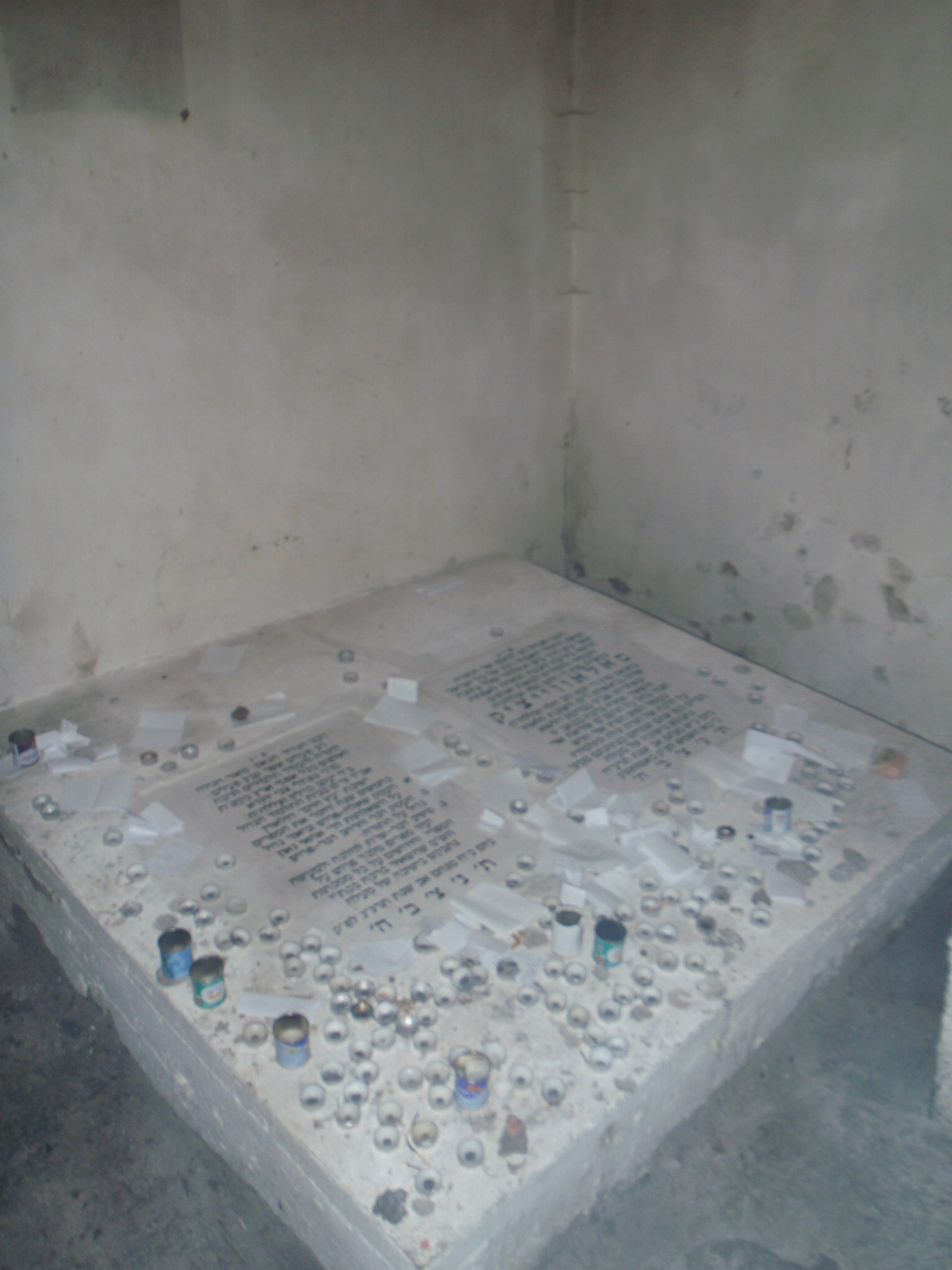
Wnętrze ohelu, w którym pochowano Naftalego Cwi Jehudę Berlina i Chaima Sołowiejczyka na cmentarzu żydowskim w Warszawie

Naftali Cwi Jehuda Berlin, znany także jako Hirsz Lejb Berlin lub pod akronimem Netziv (hebr. נפתלי צבי יהודא ברלין; ur. 20 listopada 1816 w Mirze, zm. 10 sierpnia 1893 w Warszawie) – rabin ortodoksyjny, rektor jesziwy w Wołożynie, autor licznych dzieł talmudycznych.

## Życiorys
Urodził się w Mirze w ortodoksyjnej rodzinie żydowskiej. Ojciec Jaakow był talmudystą, jednak nie posiadał tytułu rabina; matka w pierwszej linii była potomkinią rabina Meira Eisenstadta (1670–1744).
W 1831 wziął ślub z córką rektora wołożyńskiej jesziwy Icchakiem ben Chaimem z Wołożyna. 
W 1854 przejął po swych zmarłych teściu i szwagrze (Eliezerze Icchaku) – kierowanie jesziwą w Wołożynie, którą prowadził do jej zamknięcia przez władze rosyjskie w 1892. W pracy rektora wspomagał go inny szwagier – Józef Dow Ber Sołowiejczyk, z którym zerwał współpracę wobec konfliktu dotyczącego metod nauczania. Sama jesziwa pod rządami Berlina prężnie się rozwijała i zyskała powszechną renomę. Liczba studentów wzrosła z ponad 100 do około 400. Środki na jej utrzymanie były gromadzone w drodze publicznych zbiórek, które swym zasięgiem obejmowały nawet Stany Zjednoczone. Dzięki staraniom Berlina wzniesiono trzypiętrowy budynek mieszczący samą uczelnię i jej bibliotekę. W 1887 podczas zjazdu rabinów w Petersburgu zobowiązał się, chociaż z zastrzeżeniem, że zajęcia będą się odbywać w odrębnym budynku, do wprowadzenia do programu nauczania jesziwy także świeckich przedmiotów (języka rosyjskiego i matematyki). Ze zobowiązania nigdy się nie wywiązał.
Za swe przywiązanie do tradycyjnej nauki talmudycznej był atakowany przez żydowskie kręgi oświeceniowe - maskili. Polemizował ze swoimi przeciwnikami w 1885 na łamach Ha-Melic. 
Po zamknięciu jesziwy w 1892 udał się do Wilna. W ciągu kilku ostatnich miesięcy życia cierpiał na cukrzycę i powikłania związane z udarem mózgu. Chociaż zamierzał udać się do Palestyny, jego stan zdrowia mu to uniemożliwił. Ostatnie tygodnie życia spędził w Warszawie, gdzie zmarł.
Popierał syjonistyczny ruch Chowewej Syjon i w 1887 został wybrany do jego władz.
Opublikował:
- Głębia pytania (העמק שאלה – komentarz do dzieła halahicznego z VIII wieku)
- Bi`ur ha-omek (komentarz do Pięcioksięgu, wydany w Wilnie w latach 1879–1880)
- Słowo odpowiedzi (משיב דבר – zbiór responsów skierowanych do amerykańskich rabinów wydany w Warszawie w 1894)

Jest pochowany w ohelu na cmentarzu żydowskim przy ulicy Okopowej w Warszawie razem z Chaimem Sołowiejczykiem (kwatera 49, rząd 8).